# Abbruch (Band)
Abbruch ist eine deutsche Punkband aus Gosen-Neu Zittau, Brandenburg. Sie wurde 2004 gegründet und ist den Genres Politpunk und Deutschpunk zuzuordnen.

## Bandgeschichte
Die beiden Brüder René und Daniel Behrendt kamen schon früh über ihre Eltern zur Musik. Ihre Eltern waren Dirigenten und ihre Mutter, die auch als Bandmitglied aktiv ist, bietet musikalische Beschäftigung an. So lernten die beiden Brüder früh Blockflöte, Klavier und Gitarre. Später begannen sie sich für Punk zu interessieren und unter dem Einfluss von Die Ärzte und Die Toten Hosen gründeten sie am 21. Mai 2004 zusammen mit Schlagzeuger René Hardt Abbruch. Innerhalb von drei Wochen entsteht die erste Demo-CD, die bei Konzerten in und um Berlin verkauft wurde. 2005 trat die Band erstmals beim Bandwettbewerb Rock Oder-Spree an und belegte dort den fünften Platz. Ein Jahr später wiederholten sie ihre Teilnahme und gewannen den dritten Platz. Dadurch erhielten sie eine Aufnahmemöglichkeit in einem professionellen Studio und durften am Wettbewerbs-Sampler teilnehmen.
Anschließend spielte die Band in Eigenregie 35 Lieder ein, wovon die ältesten 16 auf das erste Album Einfach nur Musik kamen. Mit dem fertigen Masterband ging die Band dann zu Puke Music, die das Album auch veröffentlichten. Weitere Bekanntheit erlangte die Band über ihre Teilnahme am Festival Force Attack. Eigentlich nicht gebucht baute die Band ihr Equipment am Stand von Puke Music auf und spielte drauf los. Ein Mitschnitt wurde später auf YouTube gestellt. Über Puke Music erschien 2011 auch ihr zweites Album Aus dem Keller.
Bei der Vorbereitung zum dritten Album Nimmerland kam es zu Meinungsverschiedenheiten zwischen ihrem Label und der Band. Abbruch spielten das dritte Album dann alleine ein und veröffentlichten es über ihre eigene Plattenfirma Abbruch Records. Den Vertrieb übernahm das renommierte Punklabel Impact Records.
2015 erschien das Album Bunt ist besser, das die Gruppe über Impact Records veröffentlichen konnte.
2018 erschien ihr bisher letztes Album Lieber Linksextrem auf Vinyl und als CD. Die Band verarbeitet hier provokant Themen wie Linksextremismus und Prohibitionspolitik.
Als Kommentar zur Corona-Pandemie wurde 2021 mit 'Endlich schlechte Musik' aus Nürnberg die Vinyl-EP 'Der Lockdown' veröffentlicht.

## Musikstil
Ursprünglich über Die Ärzte und Die Toten Hosen zum Punk gekommen, zählen heute auch Bands wie No Exit zu ihren Einflüssen. Musikalisch bewegt man sich überwiegend im Deutschpunk der 1990er Jahre. Dabei sind nicht alle Songs im typischen Punkstil gehalten, sondern einzelne Lieder enthalten auch Einflüsse aus dem Softrock, dem Folk und der Popmusik bis hin zum Hard Rock und Heavy Metal. Ihre Musik zeichnet sich außerdem durch oft unvorhersehbare Wechsel in Tempo und Tonart aus. So kann sich auch einmal ein Walzer-Rhythmus mit dem genreüblichen Geschrammel abwechseln. Auch verwendet die Band zum Teil genreuntypische Elemente wie Streicher, Trompete und Klavier (gespielt von Mutter Sylvia Behrendt). Auch wenn die Band kein Freund von Kategorien ist, so wird die Band häufig dem Fun-Punk zugeordnet. Die Stücke sind gesellschaftskritisch und behandeln diverse Themen, von Killerspielen über den Kampf gegen Nazis und Faschismus, Überwachung und Freiheitsstreben. Dabei werden die ernsten Inhalte oft unterhaltsam und ironisch vorgetragen.

## Diskografie
- 2009: Einfach nur Musik (Puke Music)
- 2011: Aus dem Keller… (Puke Music)
- 2013: Nimmerland (Abbruch Records/Impact Records)
- 2014: Is dit noch Abbruch? (Abbruch Records)
- 2015: Bunt ist besser (Abbruch Records/Impact Records)
- 2018: Lieber Linksextrem (Abbruch Records/Impact Records)
- 2021: Der Lockdown - die Corona-EP-Demie Split-EP mit Endlich schlechte Musik aus Nürnberg (Abbruch Records/Impact Records)
- 2022: Das Aussterben der Menschheit (Abbruch Records/Impact Records)